# Conasprella bajanensis
Conasprella bajanensis é uma espécie de gastrópode do gênero Conus, pertencente à família Conidae.